# 拉加爾布峰
46°35′06″N 10°06′06″E / 46.58500°N 10.10167°E
拉加爾布峰（Piz Lagalb），是瑞士的山峰，位於該國東南部，由格勞賓登州負責管轄，屬於利維尼奧阿爾卑斯山脈的一部分，海拔高度2,959米，每年平均降雨量1,386毫米。